# Droga wojewódzka nr 965
Droga wojewódzka nr 965 (DW965) – droga wojewódzka o długości 54 km łącząca DK28 z Limanowej, przez Bochnię do DW964 w m. Świniary.
Droga biegnie na terenie powiatów: limanowskiego i bocheńskiego.

## Miejscowości leżące przy trasie DW965
- Limanowa
- Łososina Górna
- Młynne
- Laskowa
- Rozdziele
- Żegocina
- Łąkta Górna
- Muchówka (DW966)
- Połom Duży/Królówka
- Leksandrowa
- Nowy Wiśnicz
- Olchawa/Stary Wiśnicz
- Kopaliny
- Bochnia
- Proszówki
- Baczków
- Gawłówek
- Mikluszowice
- Dziewin
- Drwina
- Zielona
- Świniary/Grobla